# كارين كروغ
كارين كروغ (بالنرويجية البوكمول: Karin Krog)‏ هي مغنية وعازفة الجاز نرويجية، ولدت في 15 مايو 1937 في أوسلو في النرويج.

## وصلات خارجية
- الموقع الرسمي
- كارين كروغ على موقع ميوزك برينز (الإنجليزية)
- كارين كروغ على موقع أول ميوزيك (الإنجليزية)
- كارين كروغ على موقع ديسكوغز (الإنجليزية)